# El Ojo
El Ojo (dt.: Das Auge) ist ein See mit einer etwa 100 m großen schwimmenden Insel im Reserva Natural Río Luján zwischen den Flüssen Río Luján und Río Paraná und zwischen den Städten Campana und Belén de Escobar in der argentinischen Provinz Buenos Aires. Die Insel hat einen Durchmesser von ca. 118 m, ist fast kreisrund, zum Teil mit Bäumen bewachsen und liegt in einem nur wenig größeren, kreisrunden See. Satellitenaufnahmen belegen, dass die Insel im Uhrzeigersinn um ihre eigene Achse rotiert. Den Namen wählte 2016 der argentinische Filmproduzent Sergio Neuspiller.